# Туризо, Мануэль
Мануэль Туризо Сапата (Монтерия, Колумбия; 12 апреля 2000 г.), известный как MTZ, является колумбийским певцом городского жанра.
Известный как брат Хулиана, который сделал его известным и расширил его карьеру в Латинской Америке, а также в европейских странах, таких как Испания. К июню 2017 года официальное видео песни достигло миллиарда просмотров на YouTube.
«Una Lady Como Tú» стала песней, благодаря которой он приобрел известность и стал известен во всем мире. Помимо того, что в 2017 году он был номинирован на награду Kids Choice Awards Colombia в качестве любимой песни, он даже получил множество сертификатов в различных странах мира. Песня оказалась почти всемирным успехом, выиграв 3 Грэмми.

## Биография
Он вырос под влиянием музыки, так как его брат Хулиан, который на три года старше его, и его мать — музыканты. Мануэль Туризо — городской певец, композитор и мультиинструменталист из Колумбии. Этот знаменитый певец родился 12 апреля 2000 года. Мануэль Туризо с детства интересовался музыкой. После влияния своей семьи Мануэль начал играть на таких инструментах, как саксофон, гитара, гавайская гитара и пианино. Его семья была полна музыкантов. Мануэль начал петь с вокалом в детстве. Сначала Мануэль хотел стать ветеринаром. Джулиан Туризо — старший брат Мануэля. Джулиан находится под сильным влиянием Мануэля и его музыки. Мануэль и Джулиан начали сочинять музыку вместе. Мануэль начал писать, а Джулиан играл на укулеле в своих песнях. Джулиан помог своему брату улучшить его стиль. Джулиан был большим сторонником своего брата, он даже поставил себя в роли своего продюсера. Позже Мануэль обнаружил свой талант, но ему нужно было закончить свое обучение в Интернете, потому что он был таким молодым успехом в своей карьере профессионального музыканта. Он всегда упоминает анекдот, случившийся с ним с детства, он сказал матери, что хочет стать певцом, и она сказала «да», при условии, что он заберет своего брата.
В ноябре 2016 года он написал песню «Una Lady Como Tú» со своим братом Хулианом, которая была продюсирована и записана при поддержке его первого музыкального продюсера Zensei и звукозаписывающего лейбла La Industria, тема, премьера которой состоялась месяцем позже вместе с песни «Baila Conmigo» и «Vámonos», эти 3 являются первыми синглами, которые он выпустил публично, тем самым начав свою музыкальную карьеру.
16 марта 2017 года на его канале в YouTube состоялась премьера официального видеоклипа песни «Una Lady Como Tú», хотя версия отличалась от оригинальной, но эта была хорошо принята публикой и достигла большой популярности среди публики. из стран Латинской Америки и Европы, получив миллионы просмотров на платформе, ситуация, которая помогла Мануэлю заявить о себе во всем мире и, таким образом, катапультироваться и продвигать свою карьеру.